# Тета-мезон
Тета-мезон (θ-мезон) — гіпотетична частинка, яку можна сформувати з t-кварка і t-антикварка і є кварконієм (тобто мезон без аромату). Орбітальне квантове число є кратним . Це еквівалент фі- (s-кварк і s-антикварк), псі- (c-кварк і c-антикварк) і іпсилон- (b-кварк і b-антикварк) мезонів. Оскільки час життя t-кварка малий, то тета-мезон не спостерігається в природі.